# Občina Podčetrtek
Občina Podčetrtek je ena od občin v Republiki Sloveniji. Podčetrtek je podeželsko naselje in sedež istoimenske občine, ki se razteza ob meji z državo Hrvaško v smeri S-J ob mejni reki Sotli. Občina je izrazito turistično razvita, poleg tega pa sta pomembni gospodarski dejavnosti tudi kmetijstvo in obrt. Vrelci tople vode so obiskovalce privabljali že pred 400 leti. V času pred drugo svetovno vojno pa je zdravilnost vrelcev raziskoval podčetrtški župnik Friderik Strnad. Leta 1966 je Turistično društvo Podčetrtek ustanovilo Atomske toplice in zgradilo prvi bazen. V začetku sedemdesetih let 20. stoletja je Atomske toplice prevzelo v upravljanje podjetje TTG ŽG Ljubljana, ki je z vlaganjem v izgradnjo bazenskega kompleksa in hotela prispevalo k hitrejšemu razvoju zdravilišča. Poleg Term Olimia, danes enega izmed najsodobnejših termalnih zdravilišč v Sloveniji, podeželska okolica v občini Podčetrtek ponuja vrsto doživetij, nastanitev in kulinaričnega razvajanja. Posebno turistično doživetje pa ponuja tudi na novo prenovljen grad Podčetrtek. Kmetijstvo je osnovna in tradicionalna gospodarska panoga občine. Poljedelstvo je razširjeno na celotnem ozemlju občine, od tega je 50 odstotkov kmetijskih površin namenjeno vinogradništvu. Ta panoga je vezana na prisojna pobočja gričevnatega sveta in je najmočnejša na Virštanju, vsi vinogradniški nasadi so v zasebni lasti. Vinogradništvo je izrazito tržno usmerjena panoga. Iz območja vinorodnega šmarsko-virštanjskega okoliša izhaja znamka vina virštanjčan. Med obrtnimi dejavnostmi prevladujejo storitvene in proizvodne obrti, del krajinske in etnografske dediščine pa predstavljajo tudi domače obrti.

## Naselja v občini
Brezovec pri Polju, Cmereška Gorca, Golobinjek ob Sotli, Gostinca, Imeno, Imenska Gorca, Jerčin, Lastnič, Nezbiše, Olimje, Pecelj, Podčetrtek, Polje ob Sotli, Prelasko, Pristava pri Lesičnem, Pristava pri Mestinju, Roginska Gorca, Rudnica, Sedlarjevo, Sela, Sodna vas, Sveta Ema, Verače, Vidovica, Virštanj, Vonarje

## Zgodovina upravne ureditve
Podčetrtek je kraj v Obsotelju ob državni meji z Republiko Hrvaško. Njegovo zgodovino zaznamuje grad Podčetrtek, ki je imel ob svojem nastanku med 10. in 11. stoletjem vlogo utrjene postojanke ob državni meji, preko katere so pogosto vdirala ogrska plemena. Utrdba je bila postavljena na strmem skalnem pobočju hriba Rudnica, ki ponuja izjemen razgled daleč po pokrajini Obsotelja. Prvotno nemško ime gradu je bilo Landsberg, kar v slovenščini pomeni deželni grad. Slovensko ime Podčetrtek pa je verjetno nastalo v povezavi s trgom, ki se je razvil pod gradom v 12. stoletju. Po propadu gradu konec 15. stoletja, so na enakem mestu zgradili sedanji grad. Njegovi lastniki so bili med leti 1627 in 1671 grofje Tattenbachi, med leti 1682 in 1945 pa Attemsi. V trgu pod gradom je bilo že leta 1404 sodišče in obmejna mitnica, imel je običajne pravice in privilegije ter tržni in sodni dan ob četrtkih, prav tako je v trgu župnijska cerkev sv. Lovrenca iz 12. stoletja. Na območju Podčetrtka se je torej že v poznem srednjem veku izvajala vsaj sodna oblast v okrilju zemljiškega gospostva Podčetrtek. 
Z marčno revolucijo leta 1848 so zemljiška gospostva izgubila svojo upravno in sodno funkcijo, leta 1849 pa je bila z uveljavitvijo Provizoričnega zakona o občinah izpolnjena ena izmed nacionalnih zahtev. Občina je postala pomemben temelj izgradnje takratne državne oblasti. Vsaka občina je morala imeti svoje zaključeno ozemlje, ki je obsegalo eno katastrsko občino. Tiste občine, ki pa niso imele dovolj sredstev za opravljanje svojih nalog, so se lahko združile z drugimi v eno “krajevno občino”. Pristojnost za ustanovitev krajevnih občin so dobila okrajna glavarstva, ki so bila občinam nadrejeni organ. Od leta 1853 so delovali sodni okraji imenovani tudi okrajni uradi. . 
Leta 1850 je sodni okraj Podčetrtek obsegal krajevne občine: Sv. Jernej, Tinsko, Št. Janž, Sv. Magdalena, Podčetrtek, Imeno, Sopote, Pristava, Sv. Ema, Vonarje, Sodna vas, Roginska Gorca, Grliče, Kačji Dol, Kristan Vrh, Hajnsko, Nezbiše in Sv. Vid . V začetku petdesetih let 19. stoletja so bila odpravljena okrajna glavarstva in okrajna sodišča, za območja prejšnjih sodnih okrajev pa so bili ustanovljeni okrajni uradi. Po ukinitvi sodnega okraja v Podčetrtku leta 1854 okrajnega urada niso ustanovili, območje nekdanjega sodnega okraja so razdelili med okrajna urada Jelšovec in Kozje.
Po podatkih popisa prebivalstva iz leta 1900 je občina Podčetrtek (Windisch Landsberg) v tistem obdobju spadala v sodni okraj Kozje, ki je pripadal okrajnemu glavarstvu Brežice. Občina je zajemala ozemlje v velikosti 417 hektarov, 83 hiš in 362 prebivalcev. Podčetrtek je bil trg z gradom in rimsko katoliško župnijo, imel je ljudsko šolo (dvorazrednico), zdravnika, babico, lekarno, oskrbovalno vzprejetišče, odgonsko postajo, gasilsko društvo, orožnika, oddelek finančne straže, poštni urad in brzojavno postajo. Ob popisu prebivalstva leta 1910 je krajevna občina Podčetrtek spadala v sodni okraj Kozje, ki je pripadal političnemu okraju Brežice. Trg Podčetrtek z gradom in rimsko katoliško župnijo je obsegal ozemlje v velikosti 417 hektarjev, 84 hiš in 396 prebivalcev. Imel je urade in zavode: oddelek finančne straže, orožnika, brzojavni urad, poštni urad, registrirano pridobitno in gospodarsko zadrugo, ljudsko šolo (trirazrednico), zdravnika, babico, lekarno, odgonsko postajo, gasilsko društvo in oskrbovano vzprejetišče.
Septembra 1931 je bila sprejeta Ustava Kraljevine Jugoslavije, ki je predpisovala, da se uprava v kraljevini odvija v okviru banovin, srezov in občin. Organizacija občinskih uprav in področje njihovega delovanja je bilo urejeno s posebnim zakonom po načelu samouprave. Okrajne samouprave, ki so delovale v Kraljevini SHS so bile leta 1929 ukinjene, njihove naloge pa so bile prenesene na banovine. Ustava iz leta 1931 ni več predvidela okrajnih samouprav, vendar so se za opravljanje določenih nalog še obdržali okrajni cestni odbori, ki so delovali na podlagi Zakona o samoupravnih cestah. Po zakonu o pospeševanju kmetijstva pa so delovali sreski kmetijski odbori. Oblikovale so se tudi zdravstvene občine, ki so bile urejene s posebnim Zakonom o zdravstvenih občinah (1930) in so bile namenjene pospeševanju narodnega zdravja. Na območju Dravske banovine je bilo ustanovljenih 13 samostojnih zdravstvenih občin in 103 združene zdravstvene občine. Združena zdravstvena občina Podčetrtek je spadala k srezu Šmarje pri Jelšah. Sedež je imela v Podčetrtku, delovala je za občine Imeno, Podčetrtek, Roginska gorca, Sopote, Sv. Ema, Tinsko, Verače, Virštanj in Žusem. Spadala je v III. krajevni razred. Z uveljavitvijo Zakona o občinah (1933) so se nekatere občine združile, zato se je stanje občin v Sloveniji nekoliko spremenilo. Podatki o občinah na slovenskem ozemlju pred novim zakonom so razvidni iz popisa prebivalstva v Kraljevini Jugoslaviji, ki je bil izveden 31. 3. 1931. Občina Podčetrtek je leta 1931 pripadala k srezu Šmarje pri Jelšah, imela je 384 prebivalcev. Občina Podčetrtek se je leta 1933 združila z občinami Imeno, Sedlarjevo, Sopote, Verače in Virštanj. Do teritorialnih sprememb v okviru občin pa je prišlo še med letoma 1935 in 1937. Kot kažejo podatki v Krajevnem leksikonu Dravske banovine, je imela leta 1937 občina Podčetrtek 2.294 prebivalcev, združena je bila z nekdanjimi občinami: Gostinca, Imeno, Imenska gorca, Pecelj, Podčetrtek trg, Rudnica, Sele, Slake, Sopote, Verače in Virštanj. Po letu 1937 je še vedno prihajalo do sprememb glede teritorialne organiziranosti občin, saj je imela po podatkih Splošnega pregleda Dravske banovine 1. julija 1939 občina Podčetrtek 2.363 prebivalcev, kar je več kot leta 1937.
Med drugo svetovno vojno je bil Podčetrtek ena od 19 občin, ki so upravno spadale v okraj Šmarje pri Jelšah. Nemška občinska uprava je bila vzpostavljena aprila 1941, županska mesta so zasedli nemški župani. Aprila leta 1941 je imela občina Podčetrtek 2.458 prebivalcev. Že junija istega leta so upravo preuredili, ukinili so okraje in ustanovili okrožja, občine so spadale neposredno pod okrožje, Podčetrtek pod celjsko okrožje. Čeprav so ob tem predvideli tudi združevanje občin, je Podčetrtek ostal samostojna občina. Število prebivalcev v občini se je do oktobra 1941 zmanjšalo na 2.302, novembra 1942 pa je bilo v občini Podčetrtek 2.273 prebivalcev. V času vojne je lokalno samoupravo urejal Odlok Predsedstva Slovenskega Narodnoosvobodilnega sveta o krajih, okrajih in okrožjih ter njihovih Narodnoosvobodilnih odborih (1944). Ker so ti ljudski odbori delovali med vojno, so bile njihove naloge povezane predvsem z organizacijo za boj proti okupatorju. 
Po drugi svetovni vojni je vprašanje teritorialne razdelitve najprej urejal Zakon o upravni razdelitvi federalne Slovenije (september 1945). Ozemlje Slovenije se je delilo na 5 okrožij: okrožno mesto Ljubljana, celjsko okrožje, ljubljansko okrožje, mariborsko okrožje in novomeško okrožje. Ta so se delila na okraje, katere so sestavljali kraji. Celjsko okrožje je bilo razdeljeno na 7 okrajev, kamor je spadal tudi okraj Šmarje pri Jelšah, del tega okraja pa je bil kraj Podčetrtek . Z Zakonom o upravni razdelitvi Ljudske republike Slovenije aprila 1946 je Podčetrtek še vedno pripadal okraju Šmarje pri Jelšah, ob spremembah in dopolnitvah zakona, do katerih je prišlo v aprilu in septembru 1946, pa je izgubil nekaj katastrskih občin, ki so dobile status kraja kot upravno-teritorialne enote, tako da sta pod kraj Podčetrtek spadali le še katastrski občini oz. naselji Podčetrtek trg in Imeno. Leta 1948 je bil sprejet novi Zakon o upravni razdelitvi Ljudske republike Slovenije. Slovenija je bila razdeljena na glavno mesto Ljubljana, na 29 okrajev in na 1.264 krajev. S tem zakonom so bili nekateri okraji odpravljeni, med njimi tudi okraj Šmarje pri Jelšah. Upravno-teritorialno območje nekdanjega šmarskega okraja se je razdelilo med okraje Poljčane, Celje-okolica in Krško. Takrat vzpostavljena upravna ureditev se je na nižjem nivoju z manjšimi spremembami ohranila do leta 1952. Krajevni ljudski odbor Podčetrtek je deloval od leta 1945 do 1952. Upravno je k okraju Šmarje pri Jelšah spadal spadal do leta 1948, nato pa do leta 1952 k okraju Poljčane. Leta 1948 sta se mu priključila KLO Olimje in KLO Sela - Verače. Ko je bil leta 1952 ukinjen, je bilo njegovo območje v celoti priključeno k občini Podčetrtek. Pomembne spremembe v teritorialni ureditvi Slovenije je povzročil Zakon o razdelitvi Ljudske republike Slovenije na mesta, okraje in občine (april 1952), ki je na novo uvedel občino v sistem lokalnih teritorialnih enot. Okraj Poljčane je bil aprila 1952 ukinjen, novonastala občina Podčetrtek je pripadala okraju Celje-okolica, imela 2.009 prebivalcev. Nekdanja okrožja in kraje so leta 1952 zamenjale nove upravno-teritorialne enote mesta in občine. Kot najvišji organ državne oblasti so bili opredeljeni ljudski odbori, ki so jim bili podrejeni vsi lokalni upravni organi. V občini je osrednji organ oblasti predstavljal občinski ljudski odbor (ObLO). Občina Podčetrtek je teritorialno obsegala območje nekdanjega Krajevnega ljudskega odbora Podčetrtek, upravno pa je spadala k okraju Celje. Občinski ljudski odbor Podčetrtek je deloval od leta 1952 do 1955, ko je bila občina Podčetrtek priključena k občini Šmarje pri Jelšah.
S sprejetjem nove Ustave republike Slovenije leta 1963 je prišlo do nekaterih sprememb tudi na področju organizacije oblasti in samoupravljanja v občini. V občinah in okrajih so ukinili ljudske odbore, uvedli so občinske in okrajne skupščine. Namesto občinskih odborov so nastale občinske skupščine. Občinsko skupščino sta sestavljala občinski zbor in zbor delovnih skupnosti, imela je svojega predsednika in občinske organe za različna področja. Kot dislocirani upravni organi so bili na območju občine ustanovljeni krajevni uradi (KU), namesto krajevnih odborov pa so kot samoupravne teritorialne skupnosti občanov za določeno območje v občini nastale krajevne skupnosti. V okviru občine Šmarje pri Jelšah je bil na območju Podčetrtka ustanovljen krajevni urad Podčetrtek ter (takrat neobvezna) krajevna skupnost Podčetrtek. Po letu 1974 je bilo v takratni Socialistični republiki Sloveniji okoli 1.050 krajevnih skupnosti. V občini Šmarje pri Jelšah je bilo 24 krajevnih skupnosti, ena od njih je bila krajevna skupnost Podčetrtek.
Komunalna ureditev iz leta 1963 je pokazala veliko slabosti. Do novega oblikovanja lokalne samouprave, po evropskem zgledu, je prišlo v samostojni in neodvisni Republiki Sloveniji, v letu 1994. Osnovo za spremembno ureditve države in družbe ter ureditev klasične lokalne samouprave zahodnoevropskega tipa je predstavljala nova Ustava republike Slovenije (1991). Na podlagi Zakona o referendumu za ustanovitev občin (1994) so bile pripravljene strokovne podlage za opredelitev referendumskih območij po dveh modelih: po modelu 163 občin in po modelu 239 občin, referendumi pa so bili izvedeni na 340 referendumskih območjih. Pri teritorialnem oblikovanju občin so predlagatelji upoštevali, da je naselje prostorska osnova za določanje območij občin, torej da občina obsega naselje oz. več naselij. Po obeh modelih je bil Podčetrtek predlagan za ustanovitev občine. Na podlagi Zakona o ustanovitvi občin ter o določitvi njihovih območij (1994) je bilo v Sloveniji ustanovljenih 147 občin, med njimi tudi občina Podčetrtek.

## Statistični pregled
Občina Podčetrtek je bila ustanovljena ob teritorialnem preoblikovanju komun 3. 10. 1994. Nastala je iz takratne komune Šmarje pri Jelšah, ki se je preoblikovala v naslednjih pet manjših samostojnih občin: Kozje, Podčetrtek, Rogaška Slatina, Rogatec in Šmarje pri Jelšah. Komuna Šmarje pri Jelšah je pred preoblikovanjem štela 188 naselij in 32.429 prebivalcev in je obsegala 400,1 km2 ozemlja. Od tega je občini Podčetrtek pripadlo 38 (tj. 20 %) naselij, 4.970 (tj. 15 %) prebivalcev in 91,6 km2 (tj. 23 %) ozemlja. Teritorialni obseg današnje občine Podčetrtek je bil določen ob spremembah občin 7. 8. 1998. Tedaj je bil iz občine Podčetrtek izločen njen manjši del in iz njega je nastala občina Bistrica ob Sotli. Občina Podčetrtek je pred delitvijo štela 37 naselij in 4.762 prebivalcev in je obsegala 91,6 km2 ozemlja. Od tega je njeni istoimenski naslednici pripadlo 26 (tj. 70 %) naselij, 3305 (tj. 69 %) prebivalcev in 60,5 km2 (tj. 66 %) ozemlja.
Vse teritorialne spremembe na ozemlju današnje občine Podčetrtek so se zgodile v letu 1995. Dva dela ozemlja naselja Slake s 75 prebivalci sta se iz tega naselja izločila in se priključila eden naselju Podčetrtek, drugi naselju Virštanj. Preostali del naselja Slake in naselje Sopote (s 172 prebivalci) so se združili v enotno naselje z imenom Olimje (pred združitvijo je štelo 250 prebivalcev). Omenjene spremembe niso povzročile večjega administrativnega preseljevanja prebivalcev iz enega naselja v drugo. In še zadnja sprememba v tem obdobju: del ozemlja naselja Sodna vas (s 172 prebivalci) se je iz tega naselja izločil in se priključil naselju Podčetrtek. Ocenjujemo, da se je število prebivalcev v naselju Sodna vas administrativno zmanjšalo za več kot polovico (pred delitvijo je štelo 172, po njej pa 80 prebivalcev).